# Вронский, Вахтанг Иванович
Вахта́нг Ива́нович Вро́нский (укр. Вахтанг Іванович Вронський; настоящая фамилия — Надира́дзе; 1905—1988) — советский, украинский артист балета, балетмейстер, хореограф, режиссёр, фольклорист. Народный артист СССР (1962).

## Биография
Родился 28 августа (10 сентября) 1905 года (по другим источникам — 28 (15) августа 1905 года и 28 октября) в Тифлисе (ныне — Тбилиси, Грузия).
В 1923 году окончил Государственную балетную школу при Тифлисском театре оперы и балета (ныне Тбилисское хореографическое училище) у М. И. Перини.
С 1923 года — танцовщик Ростовского передвижного театра музыкальной комедии (ныне Ростовский музыкальный театр). Работал также в театре Ташкента.
С 1926 года — артист Азербайджанского театра оперы и балета в Баку. В 1932 году дебютировал в театре как балетмейстер. Поставил танцы в операх «Кармен» Ж. Бизе, «Самсон и Далила» К. Сен-Санса.
В 1933—1937 годах — солист и балетмейстер Саратовского театра оперы и балета. Поставил оперу «Даиси» З. Палиашвили, в 1937—1940 — Азербайджанского театра оперы и балета им. М. Ахундова. Вернулся в бакинский театр для постановки репертуара к Декаде азербайджанского искусства в Москве. Первая большая самостоятельная балетмейстерская работа — постановка в театре балета «Корсар» А. Адана, Л. Делиба, Р. Дриго, Ц. Пуни.
В 1940—1954 годах — главный балетмейстер Одесского театра оперы и балета. В 1941—1944 годах работал в объединённом Днепропетровском и Одесском театрах оперы и балета (во время эвакуации в Красноярске).
В 1951—1954 годах — по совместительству художественный руководитель Государственного ансамбля танца Украинской ССР (ныне Ансамбль танца Украины имени Павла Вирского).
В 1954—1969 годах — главный балетмейстер Киевского театра оперы и балета им. Т. Г. Шевченко.
Увлекался собиранием народных танцев. Организовывал концертные путешествия артистов в отдалённые районы Одесской области, на Виниччину, Полтавщину, Закарпатье, изучая украинский танцевальный фольклор.
В 1958 году возглавил хореографическую труппу Государственного народного хора Украины под управлением Г. Верёвки на Всемирной выставке в Брюсселе. Обновил танцевальный репертуар ансамбля и поставил массовый «Гопак», которым завершался концерт.
Развивал различные жанры хореографического искусства. Кроме балета, достиг значительных успехов также в народно-сценической и ледовой хореографии.
Одновременно с работой в театре, в 1961—1973 годах — художественный руководитель и балетмейстер Украинского художественно-спортивного ансамбля «Балет на льду», где за годы работы создал три оригинальные танцевальные программы на основе украинского танцевального фольклора.
Гастролировал с ансамблем по городам СССР и за рубежом: Польша, Мексика, Финляндия и др.
В 1978—1979 годах — художественный руководитель и балетмейстер Московского театра «Балет на льду».
В 1985—1986 годах — руководитель Киевского театра классического балета, созданного при Украинском гастрольно-концертном объединении (в 1998 объединён с Киевским детским музыкальным театром, с 2005 года — Киевский муниципальный академический театр оперы и балета для детей и юношества).
Член ВКП(б) с 1940 года.
Умер 27 февраля 1988 года в Киеве. Похоронен на Байковом кладбище рядом с женой В. М. Ферро.

### Семья
- Жена — Валерия Мартыновна Ферро (1928—1996), артистка балета. Народная артистка Украины (1993).

## Звания и награды
- Заслуженный артист Азербайджанской ССР (1940)
- Заслуженный артист Украинской ССР (1946)
- Народный артист Украинской ССР (1948)
- Народный артист СССР (1962)
- Орден Ленина (1960)
- Два ордена Трудового Красного Знамени (1948, 1951)
- Орден «Знак Почёта» (17.04.1938) — за выдающиеся заслуги в деле развития азербайджанского оперного искусства, азербайджанской музыки, песни и танцев[7]
- 1 орден
- Медали

## Творчество

### Партии

#### Азербайджанский театр оперы и балета
- «Лебединое озеро» П. И. Чайковского — Принц
- «Красный мак» Р. М. Глиэра — Ли Шан-фу
- «Конёк-Горбунок» Ц. Пуни — Иванушка

### Постановки

#### Азербайджанский театр оперы и балета имени М. Ф. Ахундова
- 1940 — «Девичья башня» А. Б. Бадалбейли (совм. с С. Н. Кеворковым и И. Г. Идаятзаде)
- «Корсар» А. Адана, Л. Делиба, Р. Дриго, Ц. Пуни (первая большая самостоятельная балетмейстерская работа)
- «Шахсенем» Р. М. Глиэра

#### Одесский театр оперы и балета
- 1940 — «Эсмеральда» Ц. Пуни
- 1940 — «Лебединое озеро» П. И. Чайковского
- 1940 — «Раймонда» А. К. Глазунова
- 1945 — «Лилея» К. Ф. Данькевича
- 1947 — «Олеся» Е. И. Русинова
- 1948 — «Шурале» Ф. З. Яруллина
- 1949 — «Конёк-Горбунок» Ц. Пуни
- 1950 — «Щелкунчик» П. И. Чайковского
- 1952 — «Дон Кихот» Л. Минкуса
- 1953 — «Весенняя сказка» Б. В. Асафьева

#### Киевский театр оперы и балета
- 1955, 1962 — «Ромео и Джульетта» С. С. Прокофьева
- 1955 — «Шурале» Ф. З. Яруллина
- 1956 — «Ростислава» Г. Л. Жуковского
- 1956 — «Щелкунчик» П. И. Чайковского
- 1956 — «Лилея» К. Ф. Данькевича
- 1958 — «Лесная песня» М. А. Скорульского (совм. со Н. М. Скорульской
- 1961 — «Бахчисарайский фонтан» Б. В. Асафьева
- 1962 — «Эсмеральда» Ц. Пуни
- 1962 — «Франческа да Римини» на музыку П. И. Чайковского
- 1963 — «Лесная песня» М. А. Скорульского (совм. со Н. М. Скорульской) (Рига)
- 1964 — «Спартак» А. И. Хачатуряна
- 1966 — «Княгиня Волконская» Ю. В. Знатокова
- 1968 — «Поэма о Марине» Б. Л. Яровинского

#### Украинский художественно-спортивный ансамбль «Балет на льду»
Программы:
- 1961 — «В краю чудес» (музыка А. Свешникова и А. П. Рябова, по повести «Ночь перед Рождеством» Н. В. Гоголя)
- 1964 — «Весенняя сказка» (на основе балета «Снегурочка» К. Я. Доминчена, по пьесе «Снегурочка» А. Н. Островского)
- 1967 — «Праздник юности» (на основе балета «О чём пела трембита» К. Я. Доминчена)

#### Киевский театр классического балета
- 1981 — «Украинское гран-па» на музыку Е. И. Русинова
- 1982 — «У Солохи» на музыку А. П. Рябова
- 1982 — «Легенда про Киев» на музыку К. Я. Доминчена[8].

### Фильмография
- 1956 — Песни над Днепром (фильм-спектакль) (совм. с А. А. Мишуриным)
- 1958 — Лилея (фильм-балет) (сорежиссёр и сценарист совм. с В. И. Лапокнышем)